# Кастильоне Олона
Кастильо̀не Оло̀на (на италиански: Castiglione Olona; на ломбардски: Castiùn, Кастиюн) е градче и община в Северна Италия, провинция Варезе, регион Ломбардия. Разположено е на 307 m надморска височина. Населението на общината е 7719 души (към 2017 г.).